# Capgròs pàl·lid
El capgròs pàl·lid (Carcharodus lavatherae) és una espècie de lepidòpter papilionoïdeu de la família dels hespèrids (Hesperiidae) present als Països Catalans.

## Distribució
Es distribueix pel nord-oest d'Àfrica, centre i sud d'Europa, Àsia Menor, Transcaucàsia, Caucas i nord-oest de l'Iran.

## Hàbitat
Prefereix llocs secs, rocosos i herbosos. Les erugues es poden alimentar de Lavatera thuringiaca, Stachys recta i Stachys germanica.

## Període de vol i hibernació
Vola en una sola generació perllongada, començant a mitjans de maig a les zones més càlides de la seva distribució i fins al setembre.